# Umurbey, Lapseki
Umurbey là một xã thuộc huyện Lapseki, tỉnh Çanakkale, Thổ Nhĩ Kỳ. Dân số thời điểm năm 2011 là 2.671 người.